# Winterthur
Winterthur é uma comuna da Suíça, no cantão de Zurique, com pouco mais de 100 000 habitantes. Estende-se por uma área de 67,93 km², de densidade populacional de 1360 hab/km². Confina com as seguintes comunas: Brütten, Dinhard, Elsau, Hettlingen, Illnau-Effretikon, Kyburg, Lindau, Neftenbach, Oberembrach, Pfungen, Rickenbach, Schlatt, Seuzach, Wiesendangen, Zell.
A língua oficial nesta comuna é o alemão.
É a segunda maior cidade do cantão, de características industriais, cujas principais actividades são os têxteis e a engenharia mecânica.

## Personalidades
- Richard Robert Ernst (1933), prémio Nobel da Química de 1991